# 大相撲安永9年3月場所
江戸相撲安永9年3月場所（えどすもうあんえい9ねん3がつばしょ）は、安永9年（1780年）3月に開催された江戸相撲（大相撲の前身）の本場所。興行場所は深川八幡三十三間堂。

## 概要
この場所は当初は晴天10日間興行の予定であったが、雨天続きのために6日目で興行を打ち切った。

## 幕内番付・星取表
| 東               | 東        | 東             | 番付      | 西             | 西           | 西               |
| 備考             | 成績      | 力士名         | 番付      | 力士名         | 成績         | 備考             |
| ---------------- | --------- | -------------- | --------- | -------------- | ------------ | ---------------- |
| 新大関（第62代） | 全休      | 志津ヶ嶽堅太夫 | 大関      | 荒見崎浦右エ門 | 全休         | 新大関（第63代） |
|                  | 全休      | 鷲ヶ濱音右エ門 | 関脇      | 谷風梶之助     | 6勝          |                  |
|                  | 2勝4休    | 風師山龍右エ門 | 小結      | 御所車今右エ門 | 全休         |                  |
|                  | 2勝3敗1分 | 虹ヶ嶽杣右エ門 | 前頭筆頭  | 艫綱良助       | 3勝1敗1預1休 |                  |
|                  | 2敗3分1休 | 天津風雲右エ門 | 前頭2枚目 | 稲川政右エ門   | 3勝1分2休    |                  |
|                  | 5勝1敗    | 苫ヶ嶋浦右エ門 | 前頭3枚目 | 越ノ海勇藏     | 4勝2休       |                  |
|                  | 全休      | 渦ヶ淵勘太夫   | 前頭4枚目 | 外ヶ濱浪右エ門 | 2勝2敗1分1預 |                  |

## 備考
- この時代の江戸相撲においては優勝力士という概念は存在していないが、後に定められた優勝制度を遡って準用することができる。本場所においては、谷風が優勝相当となる（もっとも、上述のとおり当場所は途中で打ち切られている）。